# 그린브라우저
그린브라우저(영어: GreenBrowser)는 인터넷 익스플로러의 핵심을 기반으로 한 프리웨어 웹 브라우저이다. 그린브라우저는 인터넷 익스플로러에 사용된 트라이던트 렌더링 엔진을 기반으로 한다.
그린브라우저는 기능이 풍부하고 고도로 사용자 지정이 가능하며 크기가 작고 메모리 요구 사항이 낮은 브라우저이다. 그린브라우저는 맥스톤과 유사하며 MyIE 브라우저와 밀접하게 관련되어 있다. 맥스톤용으로 설계된 일부 애드온 및 플러그인은 그린브라우저에서도 작동한다. 그린브라우저는 광고 필터, 자동 양식 채우기, 자동 스크롤, 자동 저장, 자동 새로 고침과 같은 많은 자동화 기능을 표준으로 제공한다.
그린브라우저는 중국에 기반을 둔 소프트웨어 조직인 morequick의 제품이다. 중국어 간체자 언어가 브라우저에 내장되어 있다. 이 브라우저는 또한 기본적으로 많은 도구 모음과 아이콘이 활성화되는 것과 같은 특정 특이성을 가지고 있다. 그린브라우저가 실행 중일 때 녹색 G 로고가 모든 페이지 위에 떠 있지만, 마우스 오른쪽 버튼을 클릭하고 "모니터" 옵션의 선택을 해제하면 끌 수 있다.
그린브라우저는 2010년 BrowserChoice.eu에서 마이크로소프트 윈도우의 유럽 경제 지역 사용자에게 제공된 12개 브라우저 중 하나였다.

## 기능
- 수집기
- 마우스 제스처
- 광고 필터
- 플러그인 지원
- 다국어 지원
- 보스키, 단축키
- 페이지 그룹화
- 스피드 다이얼
- 페이지 매니저
- 링크 목록
- 자동 폼 채우기

## 같이 보기
- 웹 브라우저 목록